# Fortifications de Tallinn
Les fortifications de Tallinn (estonien : Tallinna linnamüür) sont un ensemble de murs, tours, portes et bastions construits autour de la vieille ville de Tallinn en Estonie.

## Histoire
Les premiers remparts de la ville de Tallinn, ont été construits dans la seconde moitié du XIIIe siècle.
On l'appelait le Mur de Marguerite parce que l'ordre de sa construction fut donné en 1265 par Marguerite Sambiria, la mère du roi du Danemark Éric V, qui était la régente de l'Estonie (Domina Namibiae).
Les murs de la ville commencèrent à être sérieusement renforcés en 1310, lorsque Johan Canne (Jens Kanne) fut nommé vice-gouverneur de Tallinn. Le mur a été achevé en 1355, bien que les douves aient été remplies d'eau 10 ans plus tôt. L’enceinte de la ville s’appelait alors le mur de Kanne. Il mesurait 6,5 m de haut et 2,3 m d'épaisseur.
Dans la première moitié du XVe siècle, le mur fut à nouveau reconstruit. Le mur a été épaissi et des murs de soutènement ont été construits à l'intérieur. 
Entre le XIe et le XVIe siècle, les remparts de la ville ont été bâtis jusqu'à 16 mètres de hauteur. 
Au Moyen Âge, Reval était l'une des villes les mieux fortifiées de la mer Baltique.
La zone entourée par la forteresse de Tallinn (7,30 hectares) et le mur d'enceinte de la ville (28,00 hectares) avait une superficie de 35,30 hectares.
La première liste de tours date de 1355 et recensait à cette époque onze tours. Les remparts de la ville mesuraient 2,35 kilomètres de long. Ils mesuraient 13 à 16 mètres de haut, deux à trois mètres d'épaisseur et comportaient 40 tours. Certaines sources mentionnent 46 tours et d'autres près de 60 tours,.
Au XVIIe siècle, une nouvelle modernisation a eu lieu sous la domination suédoise. Le bastion d'Ingrie a été construit devant l'ancienne tour Kiek in de Kök, et le bastion de Skoone a été construit dans le port devant la Tour Grosse Marguerite.
Au milieu du XIXe siècle, comme dans d'autres villes, commence le démantèlement des fortifications de la Tallinn. Les bastions, devenus militairement obsolètes, ainsi que des parties des anciennes fortifications de la ville ont été supprimés. Cependant, dans l'intérêt de la protection des monuments, il a été décidé de préserver en grande partie les fortifications historiques. Aujourd'hui, les fortifications de la ville constituent une attraction importante de la ville.
Les bastions démolis étaient souvent remplacés par des parcs comme ceux de Lindamägi, Hirve Park, Toompark, etc., et il ne reste que des fragments de fossés (Étang de Snell).
Dans les années 2020, 26 tours et 1,85 kilomètres de remparts des fortifications de la ville ont été préservés.

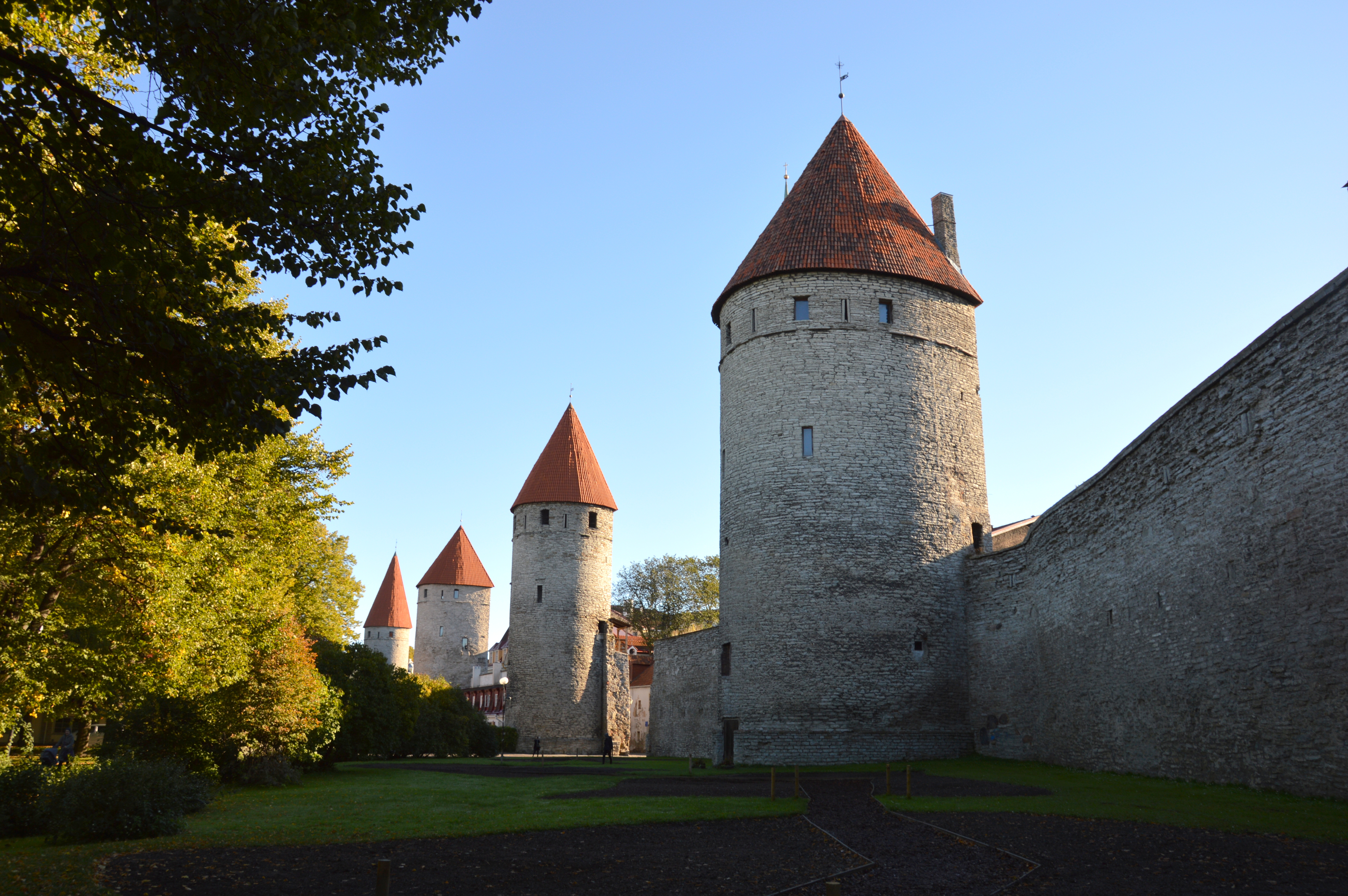
Partie nord-ouest des murs de la ville basse.

## Carte des fortifications
| Carte des fortifications de Tallinn                                              |
| Carte interactive des fortifications de Tallinn (cliquer pour voir les détails). |

## Remparts de Tallinn
| Tours                                                          | Tours | Tours                            | Tours                              |
| Nom                                                            | Image | Lieu                             | Coordonnées                        |
| -------------------------------------------------------------- | ----- | -------------------------------- | ---------------------------------- |
| Tour de la porte de la Jambe longue (Pika jala väravatorn)     |       | Pikk jalg                        | 59° 26′ 15,87″ N, 24° 44′ 34,33″ E |
| Tour de la Nonne (Nunnatorn)                                   |       | Väike-Kloostri 1                 | 59° 26′ 21,41″ N, 24° 44′ 32,55″ E |
| Tour du sauna (Saunatorn)                                      |       | Suur-Kloostri 18                 | 59° 26′ 22,63″ N, 24° 44′ 32,49″ E |
| Tour au pied d'or (Kuldjala torn)                              |       | Gümnaasiumi 3                    | 59° 26′ 24,11″ N, 24° 44′ 33,25″ E |
| Tour derrière les Nones (Nunnadetagune torn)                   |       | Kooli 1/3                        | 59° 26′ 25,39″ N, 24° 44′ 34,27″ E |
| Tour Loewenschede (Loewenschede torn)                          |       | Kooli 7                          | 59° 26′ 26,18″ N, 24° 44′ 35,99″ E |
| Tour Köismäe (Köismäe torn)                                    |       | Laboratooriumi 27                | 59° 26′ 27,4″ N, 24° 44′ 41,67″ E  |
| Tour Plate (Plate torn)                                        |       | Laboratooriumi 29                | 59° 26′ 28,63″ N, 24° 44′ 43,98″ E |
| Tour Epping (Eppingi torn)                                     |       | Laboratooriumi 31                | 59° 26′ 29,82″ N, 24° 44′ 46,2″ E  |
| Tour derrière Grusbeke (Grusbeke-tagune torn)                  |       | Laboratooriumi 33                | 59° 26′ 31,22″ N, 24° 44′ 48,62″ E |
| Tour Renten (Renteni torn)                                     |       | Lai tänav 49                     |                                    |
| Tour Pilsticker (Pilsticker torn)                              |       |                                  |                                    |
| Tour derrière Wulfard (Wulfardi-tagune torn)                   |       | Tolli 4                          | 59° 26′ 32,3″ N, 24° 44′ 53,97″ E  |
| Tour Grosse Marguerite (Paks Margareeta)                       |       | Pikk tänav 70                    | 59° 26′ 33,3″ N, 24° 44′ 58,72″ E  |
| Tour Stolting (Stoltingi torn)                                 |       | Pikk tänav 68                    | 59° 26′ 31,78″ N, 24° 44′ 58,62″ E |
| Tour Hattorpe (Hattorpe-tagune torn)                           |       | Pikk tänav 62                    | 59° 26′ 29,5″ N, 24° 44′ 57,6″ E   |
| Tour de Brême (Bremeni torn)                                   |       | Vene tänav 28                    | 59° 26′ 21,86″ N, 24° 44′ 57″ E    |
| Tour derrière les Moines (Munkadetagune torn)                  |       | Müürivahe tänav 58               | 59° 26′ 18,46″ N, 24° 44′ 58,89″ E |
| Tour Helleman (Hellemani torn)                                 |       | Müürivahe tänav 48 Uus tänav 1   | 59° 26′ 15,15″ N, 24° 44′ 59,82″ E |
| Tour Hinke (Hinke torn)                                        |       | Pärnu mnt 2 / Müürivahe tänav 32 | 59° 26′ 09,55″ N, 24° 44′ 57,98″ E |
| Tour de la mère du Démon (Düvelsmoderi torn / Kuradiema torn)  |       | Väike-Karja/ Müürivahe tänav     |                                    |
| Tour Assauwe (Assauwe torn)                                    |       | Müürivahe tänav 12               | 59° 26′ 05,61″ N, 24° 44′ 43,33″ E |
| Tour de la chèvre (et) (Kitsetorn)                             |       | Rüütli tänav 11                  |                                    |
| Tour Landskrone (Landskrone torn)                              |       | Lossi plats 1a                   |                                    |
| Kiek in de Kök                                                 |       | Komandandi tee 2                 | 59° 26′ 05,14″ N, 24° 44′ 29″ E    |
| Tour de la Vierge (Neitsitorn)                                 |       | Lossi plats 11 / Lühike jalg 9A  | 59° 26′ 06,8″ N, 24° 44′ 27,51″ E  |
| Tour de l'étable (Tallitorn)                                   |       | Lossi plats 11 / Lühike jalg 9A  | 59° 26′ 08,43″ N, 24° 44′ 26,91″ E |
| Percée de Toompea au jardin du roi danois                      |       | Lühike jalg                      | 59° 26′ 08,9″ N, 24° 44′ 27,14″ E  |
| Tour de la porte de la Jambe courte (Lühikese jala väravatorn) |       | Lühike jalg 9                    | 59° 26′ 10,01″ N, 24° 44′ 28,15″ E |
| Tour derrière l'hospice (Seegitagune torn)                     |       | Nunne                            |                                    |
| Tour derrière le sauna (Saunatagune torn)                      |       | Nunne 9 Nunne 11A                |                                    |
| Portes                                                         |       |                                  |                                    |
| Nom                                                            | Image | Lieu                             | Coordonnées                        |
| Grande porte côtière (Suur Rannavärav)                         |       | Pikk tänav 70                    | 59° 26′ 33,23″ N, 24° 44′ 57,44″ E |
| Porte Viru (Viru värav)                                        |       | Viru                             | 59° 26′ 11,87″ N, 24° 45′ 01,31″ E |
| Porte Harju (Harju värav)                                      |       | Harju                            | 59° 26′ 04,74″ N, 24° 44′ 37,53″ E |
| Porte du cloître (Kloostrivärav)                               |       | Suur-Kloostri                    | 59° 26′ 22,01″ N, 24° 44′ 32,51″ E |
| Porte de la None (Nunnavärav)                                  |       | Nunne                            |                                    |
| Toomvärav                                                      |       |                                  |                                    |
| Passage derrière la tour Lippe                                 |       | Laboratooriumi 21                | 59° 26′ 26,5″ N, 24° 44′ 38,85″ E  |
| Passage de Brême (Bremeni käik)                                |       | Bremeni käik                     | 59° 26′ 21,54″ N, 24° 44′ 57,15″ E |
| Percée de la rue Suurtüki                                      |       | Suurtüki                         | 59° 26′ 28,24″ N, 24° 44′ 43,48″ E |
| Bastions                                                       |       |                                  |                                    |
| Nom                                                            | Image | Lieu                             | Coordonnées                        |
| Bastion d'Ingrie (Ingeri bastion)                              |       | Harjumägi, Falgi tee             |                                    |
| Bastion de Suède (Rootsi bastion)                              |       | Lindamägi, Falgi tee             |                                    |
| Bastion de la porte Viru (et)                                  |       | Viru värava eesvärav             |                                    |
| Bastion de Skoone                                              |       | Rannamäe tee 11                  |                                    |
| Redoute des Goths (et)                                         |       | Toompea                          |                                    |
| Autres                                                         |       |                                  |                                    |
| Nom                                                            | Image | Lieu                             | Coordonnées                        |
| Château de Toompea                                             |       | Lossi plats 1                    |                                    |
| Petit château de Toompea (et)                                  |       |                                  |                                    |
| Grand château de Toompea (et)                                  |       |                                  |                                    |
| Anciennes douves du château                                    |       | Parc du dôme                     |                                    |